# Villalmarzo (aldea)
Villalmarzo es una aldea perteneciente a la parroquia de Villalmarzo, en el concejo de El Franco, comarca de Eo-Navia, Principado de Asturias, España.